# Need for Speed: Top Speed
Need for Speed: Top Speed es un videojuego de carreras promocional solo en línea basado en Need for Speed: Porsche Unleashed desarrollado por WildTangent y publicado por Electronic Arts. Fue lanzado el 1 de octubre de 2002 como parte de EA Pogo y la iniciativa de programación First Play de AOL Games solo en línea de America Online.
Fue usado para promocionar tanto la película de IMAX de MacGillivray Freeman de 2002; Top Speed, y la nueva Porsche Cayenne Turbo. El lanzamiento para PC de Need for Speed: Hot Pursuit 2 incluye acceso a Need For Speed: Top Speed.

## Jugabilidad
Los jugadores requieren correr contrarrelojes en orden para ganar tokens. Finalizando por debajo de un tiempo especificado se desbloquea el siguiente coche y pista.
Los jugadores inician con el 911 Turbo, y después de conseguir los tiempos de vuelta requeridos, pueden cambiarlo por el Porsche 959, con el último desbloqueo siendo el Cayenne Turbo.
El juego cuenta con tres pistas existentes de Porsche Unleashed de las cuales se les han cambiado sus nombres para referirse a lugares en Canadá debido a la promoción de Travel Alberta (Canadá).

## Pistas
- Industrial Zone (Zone Industrielle)
- Kananaskis Country (Schwarzwald)
- Harborfront (Côte d'Azur)

## Coches
Incluye tres vehículos Porsche: 
- '87 959
- '00 911 Turbo (996)
- '03 Cayenne Turbo